# Surattha luteola
Surattha luteola là một loài bướm đêm trong họ Crambidae.